# Eesti Laul 2021
Der 13. Eesti Laul fand vom 18. Februar 2021 bis zum 6. März 2021 in Tallinn statt und war der estnische Vorentscheid für den Eurovision Song Contest 2021 in Rotterdam (Niederlande). Austragender Sender war wie immer Eesti Rahvusringhääling (ERR). Der Sänger Uku Suviste gewann mit seinem Lied The Lucky One.

## Format

### Konzept
Das neu eingeführte Konzept aus dem Jahre 2019 soll auch 2021 fortgesetzt werden. So werden erneut 24 Interpreten auf zwei Halbfinale mit je zwölf Teilnehmern aufgeteilt. Davon qualifizieren sich jeweils die besten sechs für das Finale. Die ersten fünf Finalisten werden zu 50 % per Televoting und zu 50 % per Juryvoting entschieden. Der sechste Finalist wird in einer zweiten separaten Runde durch 100 % Televoting entschieden. Im Finale treten somit zwölf Teilnehmer in zwei Abstimmungsrunden gegeneinander an. Zu 50 % Televoting und zu 50 % Juryvoting werden dann die besten drei Teilnehmer ermittelt, die am Superfinale teilnehmen. Im Superfinale entscheiden dann lediglich die Zuschauer den Sieger und damit den estnischen Beitrag zum ESC 2021.
Am 2. November 2020 gab ERR bekannt, dass die Vorentscheidung 2021 vollständig in Tallinn stattfinden wird. Die Halbfinale werden dabei erstmals seit 2018 wieder in den ETV Studios ausgetragen. Der Austragungsort vom Finale ist dagegen noch vakant. Sollten es die Beschränkungen durch die COVID-19-Pandemie zulassen, dann würde das Finale, wie seit 2016 üblich, in der Saku Suurhall stattfinden. Sollten die Beschränkungen aber im Zeitraum der Vorentscheidung weiterhin strikt sein, dann werde auch das Finale in den ETV Studios ausgetragen werden.

### Moderation
Am 2. November 2020 gab Tõnis Niinemets während eines Fernsehinterviews bekannt, dass er die Sendung zum zweiten Jahr in Folge moderieren werde. Karl-Erik Taukar werde allerdings nicht erneut an seiner Seite moderieren. Der die Co-Moderatorin wird dieses Jahr Grete Kuld sein.

### Beitragswahl
Vom 1. September 2020 bis zum 6. November 2020 konnten Beiträge bei ERR eingereicht werden. Komponisten und Interpreten konnten bis zu fünf Lieder einreichen. Auch ausländische Komponisten waren eingeladen, Beiträge einzureichen, allerdings nur wenn sie mit einem estnischen Komponisten zusammenarbeiteten. Ebenso sollten die Interessierten ihre Ideen für den Bühnenauftritt bei der Bewerbung mitteilen. Wie in den Vorjahren gab es auch 2021 wieder eine Gebühr beim Einreichen von Beiträgen. Lieder in Estnisch zahlten im September und Oktober eine Gebühr von 25 Euro, im November bereits 50 Euro. Lieder in anderen Sprachen kosteten 75 Euro im September und Oktober, im November allerdings 150 Euro.
Am 6. November 2020 gab ERR bekannt, dass sie 156 Lieder erhalten haben und somit 22 weniger als noch 2020. Laut ERR gibt es bei den Beiträgen eine diverse Bandbreite von Liedern und Künstlern. Ebenso wurde bekannt, dass 63 Lieder auf Estnisch eingereicht wurden. Von den 93 Liedern, die nicht auf Estnisch gesungen werden, war der Großteil der Lieder in englischer Sprache. Allerdings gab es auch Einsendungen auf Russisch, Spanisch und Französisch. Nun wählte eine 12-köpfige Jury bestehend aus Bert Prikenfeld, Kaupo Karelson, Jüri Pihel, Jaan Pehk, Anu Varusk, Karl-Erik Taukar, Sten Teppan, Mari-Liis Männik, Ahto Kruusmann, Margus Kamlat, Laura Põldvere, Vaido Pannel, Ra Kõrvits, Dmitri Mikrjukov, Andres Aljaste und Liis Lemsalu blind aus den Bewerbungen die 24 besten Beiträge aus. Veröffentlicht wurden die 24 Lieder dann am 5. Dezember 2020.

## Teilnehmer
Durch die Absage des Eurovision Song Contest 2020 aufgrund der COVID-19-Pandemie erhielt der Sieger des Eesti Lauls 2020 Uku Suviste einen garantierten Startplatz im Halbfinale des Eesti Lauls 2021. Allerdings musste sein Beitrag den Regeln des Eesti Lauls 2021 entsprechen.
Am 11. November 2020 gab ERR die ersten zwölf Teilnehmer inklusive deren Lieder des Eesti Lauls 2021 bekannt. Am darauffolgenden Tag, den 12. November 2020, gab ERR die verbleibenden zwölf Teilnehmer für 2021 bekannt.

### Zurückkehrende Interpreten
2021 kehren einige Sieger und Teilnehmer vergangener Ausgaben zurück. Koit Toome vertrat zwar bereits zwei Mal Estland (1998 & 2017), gewann aber 1997 die damalige Vorentscheidung Eurolaul, deshalb gewann er bisher nur eine Ausgabe des Eesti Lauls. Der Interpret Ivo Linna nahm bereits fünf Mal am Eurolaul teil und repräsentierte Estland bereits beim Eurovision Song Contest 1996 zusammen mit Maarja-Liis Ilus. Am Eesti Laul nahm er allerdings zuvor nur ein einziges Mal teil und zwar 2017.
| Interpret      | Jahr                                                           |
| -------------- | -------------------------------------------------------------- |
| Tuuli Rand     | 2013 (als Teil der Gruppe Söörömöö & im Duett mit Teele Viira) |
| Tanja          | 2014, 2019 (mit der Gruppe The Swingers)                       |
| Kéa            | 2016                                                           |
| Jüri Pootsmann | 2016                                                           |
| Ivo Linna      | 2017                                                           |
| Koit Toome     | 2017 (mit Laura Põldvere)                                      |
| Uku Suviste    | 2017, 2019, 2020                                               |
| Karl Killing   | 2018 (mit Karl Kristjan & Wateva)                              |
| Nika Marula    | 2018                                                           |
| Sissi          | 2019                                                           |
| Egert Milder   | 2020                                                           |

## Halbfinale

### Erstes Halbfinale
Das erste Halbfinale (Poolfinaal 1) fand am 18. Februar 2021 um 19:30 Uhr (EET) in den ERR Studios statt. Insgesamt sechs Interpreten qualifizierten sich für das Finale.
| Startnr. | Interpret                          | Lied Musik (M) und Text (T)                                                       | Sprache  | Übersetzung (inoffiziell)    | Runde 1 | Runde 1 | Runde 1                             | Runde 1                             | Runde 1 | Runde 1 | Runde 2                             | Runde 2 |
| Startnr. | Interpret                          | Lied Musik (M) und Text (T)                                                       | Sprache  | Übersetzung (inoffiziell)    | Jury    | Jury    | Zuschauerstimmen (Televoting & SMS) | Zuschauerstimmen (Televoting & SMS) | Gesamt  | Platz   | Zuschauerstimmen (Televoting & SMS) | Platz   |
| Startnr. | Interpret                          | Lied Musik (M) und Text (T)                                                       | Sprache  | Übersetzung (inoffiziell)    | Stimmen | Punkte  | Stimmen                             | Punkte                              | Gesamt  | Platz   | Zuschauerstimmen (Televoting & SMS) | Platz   |
| -------- | ---------------------------------- | --------------------------------------------------------------------------------- | -------- | ---------------------------- | ------- | ------- | ----------------------------------- | ----------------------------------- | ------- | ------- | ----------------------------------- | ------- |
| 10       | Koit Toome                         | We Could Have Been Beautiful M/T: Joonas Parkkonen, Koit Toome, Peppina Pällijeff | Englisch | Wir hätten schön sein können | 111     | 12      | 2.873                               | 12                                  | 24      | 1.      | –                                   | –       |
| 12       | Ivo Linna, Robert Linna, Supernova | Ma olen siin M/T: Rainer Michelson, Robert Linna                                  | Estnisch | Ich bin hier                 | 76      | 8       | 1.519                               | 10                                  | 18      | 2.      | –                                   | –       |
| 08       | Egert Milder                       | Free Again M/T: Kaspar Kalluste, Matteo Capreoli, Egert Milder                    | Englisch | Wieder frei                  | 100     | 10      | 1.136                               | 6                                   | 16      | 3.      | –                                   | –       |
| 06       | Karl Killing                       | Kiss Me M/T: Karl Killing                                                         | Englisch | Küsse mich                   | 54      | 5       | 1.151                               | 7                                   | 12      | 4.      | –                                   | –       |
| 05       | Andrei Zevakin & Pluuto            | Wingman M/T: Andrei Zevakin, Henry Orlov                                          | Estnisch | Flügelmann                   | 14      | 0       | 1.476                               | 8                                   | 8       | 6.      | 1.593                               | 1.      |
| 02       | Hans Nayna                         | One By One M/T: Vahur Valgmaa, Hans Nayna                                         | Englisch | Einer nach dem anderen       | 40      | 3       | 916                                 | 4                                   | 7       | 8.      | 1.083                               | 2.      |
| 01       | Tanja                              | Best Night Ever M/T: Timo Vendt, Tanja Mihhailova-Saar, Mihkel Mattisen           | Englisch | Beste Nacht allerzeiten      | 25      | 1       | 685                                 | 2                                   | 3       | 10.     | 781                                 | 3.      |
| 03       | WIIRALT                            | Tuuled M/T: Pat Lyons, Martin Saaremägi                                           | Estnisch | Winde                        | 59      | 6       | 945                                 | 5                                   | 11      | 5.      | 737                                 | 4.      |
| 07       | Nika Marula                        | Calm Down M/T: Andrei Zevakin, Nika Marula, Daniil Kotilevits                     | Englisch | Beruhigen                    | 62      | 7       | 548                                 | 1                                   | 8       | 7.      | 686                                 | 5.      |
| 04       | Kéa                                | Hypnotized M/T: Ketter Orav, Sander Sadam, Alvar Antson                           | Englisch | Hypnotisiert                 | 37      | 2       | 411                                 | 0                                   | 2       | 11.     | 446                                 | 6.      |
| 11       | Kristin Kalnapenk                  | Find A Way M/T: Kristin Kalnapenk, Hannes Agur Vellend                            | Englisch | Finde einen Weg              | 51      | 4       | 705                                 | 3                                   | 7       | 9.      | 412                                 | 7.      |
| 09       | Tuuli Rand                         | Üks öö M/T: Gevin Niglas, Kristel Aaslaid, Tuuli Rand                             | Estnisch | Eine Nacht                   | 9       | 0       | 278                                 | 0                                   | 0       | 12.     | 164                                 | 8.      |

 Kandidat hat sich für das Finale qualifiziert.
 Kandidat hat sich per Televoting für das Finale qualifiziert.

### Zweites Halbfinale
Das zweite Halbfinale (Poolfinaal 2) fand am 20. Februar 2021 um 19:30 Uhr (EET) in den ERR Studios statt. Insgesamt sechs Interpreten qualifizierten sich für das Finale.
| Startnr. | Interpret        | Lied Musik (M) und Text (T)                                                                     | Sprache               | Übersetzung (inoffiziell)             | Runde 1 | Runde 1 | Runde 1                             | Runde 1                             | Runde 1 | Runde 1 | Runde 2                             | Runde 2 |
| Startnr. | Interpret        | Lied Musik (M) und Text (T)                                                                     | Sprache               | Übersetzung (inoffiziell)             | Jury    | Jury    | Zuschauerstimmen (Televoting & SMS) | Zuschauerstimmen (Televoting & SMS) | Gesamt  | Platz   | Zuschauerstimmen (Televoting & SMS) | Platz   |
| Startnr. | Interpret        | Lied Musik (M) und Text (T)                                                                     | Sprache               | Übersetzung (inoffiziell)             | Stimmen | Punkte  | Stimmen                             | Punkte                              | Gesamt  | Platz   | Zuschauerstimmen (Televoting & SMS) | Platz   |
| -------- | ---------------- | ----------------------------------------------------------------------------------------------- | --------------------- | ------------------------------------- | ------- | ------- | ----------------------------------- | ----------------------------------- | ------- | ------- | ----------------------------------- | ------- |
| 11       | Jüri Pootsmann   | Magus melanhoolia M/T: Jüri Pootsmann, Joonas Mattias Sarapuu, Jana Hallas, Aleksi Liski        | Estnisch              | Schöne Melodie                        | 110     | 12      | 2.119                               | 6                                   | 18      | 1.      | –                                   | –       |
| 03       | Kadri Voorand    | Energy M/T: Kadri Voorand                                                                       | Englisch              | Energie                               | 107     | 10      | 2.680                               | 7                                   | 17      | 2.      | –                                   | –       |
| 09       | Uku Suviste      | The Lucky One M/T: Uku Suviste, Sharon Vaughn                                                   | Englisch              | Der Glückliche                        | 41      | 3       | 6.291                               | 12                                  | 15      | 3.      | –                                   | –       |
| 12       | Suured tüdrukud  | Heaven's Not That Far Tonight M/T: Koit Toome, Gevin Niglas, Karl Killing                       | Englisch              | Himmel ist heute Abend nicht weit weg | 59      | 5       | 5.370                               | 10                                  | 15      | 4.      | –                                   | –       |
| 05       | REDEL            | Tartu M/T: Kristjan Oden, Indrek Vaheoja                                                        | Estnisch              | Tartu                                 | 63      | 6       | 2.876                               | 8                                   | 14      | 5.      | 2.600                               | 1.      |
| 01       | Sissi            | Time M/T: Sissi Nylia Benita, Andrei Zevakin, Kelly Tulvik                                      | Englisch              | Zeit                                  | 44      | 4       | 1.797                               | 5                                   | 9       | 7.      | 2.451                               | 2.      |
| 02       | Gram-Of-Fun      | Lost In A Dance M/T: Martin Kuut, Kristel Aaslaid, Raul Ojamaa, Kostja Tsõbulevski, Mikk Simson | Englisch              | Verloren in einem Tanz                | 67      | 8       | 1.403                               | 3                                   | 11      | 6.      | 1.771                               | 3.      |
| 08       | Heleza           | 6 M/T: Karl Killing, Helena Põldmaa                                                             | Estnisch, Französisch | –                                     | 35      | 2       | 1.494                               | 4                                   | 6       | 9.      | 1.345                               | 4.      |
| 04       | Helen            | Nii kõrgele M/T: Rob Montes, Jason Hunter, Renae Rain, Helen Randmets                           | Estnisch              | So hoch                               | 3       | 0       | 1.210                               | 2                                   | 2       | 10.     | 1.270                               | 5.      |
| 10       | Alabama Watchdog | Alabama Watchdog M/T: Ken Einberg                                                               | Englisch              | Alabama Wachhund                      | 64      | 7       | 1.052                               | 1                                   | 8       | 8.      | 1.022                               | 6.      |
| 06       | Rahel            | Sunday Night M/T: Rahel Ollisaar, Frederik Küüts                                                | Englisch              | Sonntagnacht                          | 33      | 1       | 839                                 | 0                                   | 1       | 11.     | 819                                 | 7.      |
| 07       | Uku Haasma       | Kaos M/T: Uku Haasma, Henri Erik Tammai, Rudolf Toltsberg                                       | Estnisch              | Chaos                                 | 12      | 0       | 654                                 | 0                                   | 0       | 12.     | 522                                 | 8.      |

 Kandidat hat sich für das Finale qualifiziert.
 Kandidat hat sich per Televoting für das Finale qualifiziert.

## Finale
Das Finale fand am 6. März 2021 in der Saku Suurhall in Tallinn statt. Die Startreihenfolge wurde am 22. Februar 2021 veröffentlicht. Drei Teilnehmer erreichten das Superfinale.
| Platz | Startnr. | Interpret                          | Lied Musik (M) und Text (T)                                                              | Sprache  | Übersetzung (inoffiziell)             | Jury    | Jury   | Zuschauerstimmen (Televoting & SMS) | Zuschauerstimmen (Televoting & SMS) | Gesamt |
| Platz | Startnr. | Interpret                          | Lied Musik (M) und Text (T)                                                              | Sprache  | Übersetzung (inoffiziell)             | Stimmen | Punkte | Stimmen                             | Punkte                              | Gesamt |
| ----- | -------- | ---------------------------------- | ---------------------------------------------------------------------------------------- | -------- | ------------------------------------- | ------- | ------ | ----------------------------------- | ----------------------------------- | ------ |
| 1.    | 06       | Uku Suviste                        | The Lucky One M/T: Uku Suviste, Sharon Vaughn                                            | Englisch | Der Glückliche                        | 42      | 3      | 11.393                              | 12                                  | 15     |
| 2.    | 08       | Jüri Pootsmann                     | Magus melanhoolia M/T: Jüri Pootsmann, Joonas Mattias Sarapuu, Jana Hallas, Aleksi Liski | Estnisch | Schöne Melodie                        | 59      | 7      | 6.193                               | 8                                   | 15     |
| 3.    | 07       | Sissi                              | Time M/T: Sissi Nylia Benita, Andrei Zevakin, Kelly Tulvik                               | Englisch | Zeit                                  | 73      | 12     | 4.186                               | 3                                   | 15     |
| 4.    | 10       | Koit Toome                         | We Could Have Been Beautiful M/T: Joonas Parkkonen, Koit Toome, Peppina Pällijeff        | Englisch | Wir hätten schön sein können          | 43      | 4      | 6.779                               | 10                                  | 14     |
| 5.    | 11       | Andrei Zevakin & Pluuto            | Wingman M/T: Andrei Zevakin, Henry Orlov                                                 | Estnisch | Flügelmann                            | 63      | 10     | 4.944                               | 4                                   | 14     |
| 6.    | 12       | Kadri Voorand                      | Energy M/T: Kadri Voorand                                                                | Englisch | Energie                               | 44      | 5      | 4.966                               | 5                                   | 10     |
| 7.    | 02       | Suured tüdrukud                    | Heaven's Not That Far Tonight M/T: Koit Toome, Gevin Niglas, Karl Killing                | Englisch | Himmel ist heute Abend nicht weit weg | 34      | 2      | 5.002                               | 6                                   | 8      |
| 8.    | 05       | Karl Killing                       | Kiss Me M/T: Karl Killing                                                                | Englisch | Küsse mich                            | 61      | 8      | 1.678                               | 0                                   | 8      |
| 9.    | 09       | REDEL                              | Tartu M/T: Kristjan Oden, Indrek Vaheoja                                                 | Estnisch | Tartu                                 | 17      | 0      | 5.160                               | 7                                   | 7      |
| 10.   | 03       | Hans Nayna                         | One By One M/T: Vahur Valgmaa, Hans Nayna                                                | Englisch | Einer nach dem anderen                | 47      | 6      | 1.754                               | 0                                   | 6      |
| 11.   | 04       | Ivo Linna, Robert Linna, Supernova | Ma olen siin M/T: Rainer Michelson, Robert Linna                                         | Estnisch | Ich bin hier                          | 18      | 0      | 2.030                               | 2                                   | 2      |
| 12.   | 01       | Egert Milder                       | Free Again M/T: Kaspar Kalluste, Matteo Capreoli, Egert Milder                           | Englisch | Wieder frei                           | 24      | 1      | 1.871                               | 1                                   | 2      |

### Juryvoting
| Startnr. | Lied                          | Moniqué | Brian Henry | Ben Camp | Jan Frost Bors | Sylvia Massy | Stephen Budd | Helena Meraai | Pierre Dumoulin | Steve Rodway | Gesamt | Punkte |
| -------- | ----------------------------- | ------- | ----------- | -------- | -------------- | ------------ | ------------ | ------------- | --------------- | ------------ | ------ | ------ |
| 01       | Free Again                    | 10      | –           | 2        | 1              | –            | –            | 2             | 4               | 5            | 24     | 01     |
| 02       | Heaven's Not That Far Tonight | 4       | 3           | 1        | 6              | 4            | 2            | 7             | 3               | 4            | 34     | 02     |
| 03       | One By One                    | 8       | 6           | 3        | 5              | 3            | 6            | 1             | 7               | 8            | 47     | 06     |
| 04       | Ma olen siin                  | 6       | 1           | –        | –              | 6            | 5            | –             | –               | –            | 18     | 0      |
| 05       | Kiss Me                       | 7       | 4           | 5        | 12             | 5            | 4            | 10            | 8               | 6            | 61     | 08     |
| 06       | The Lucky One                 | –       | 2           | 4        | 2              | 10           | 8            | 3             | 6               | 7            | 42     | 03     |
| 07       | Time                          | 12      | 8           | 10       | 8              | 2            | 12           | 6             | 12              | 3            | 73     | 12     |
| 08       | Magus melanhoolia             | 3       | 10          | –        | 7              | 7            | 4            | 8             | 10              | 10           | 59     | 07     |
| 09       | Tartu                         | –       | –           | 8        | –              | 8            | –            | –             | 1               | –            | 17     | 0      |
| 10       | We Could Have Been Beautiful  | 2       | 5           | 7        | 3              | 1            | 7            | 4             | 2               | 12           | 43     | 04     |
| 11       | Wingman                       | 1       | 7           | 12       | 10             | 12           | 3            | 12            | 5               | 1            | 63     | 10     |
| 12       | Energy                        | 5       | 12          | 6        | 4              | –            | 10           | 5             | –               | 2            | 44     | 05     |

### Superfinale
Im Superfinale traten die drei bestplatzierten der ersten Abstimmung noch einmal auf. In dieser Runde zählte das Televoting zu 100 %. Uku Suviste ging hier als Sieger hervor.
| Platz | Startnr. | Interpret      | Lied Musik (M) und Text (T)                                                              | Zuschauerstimmen (Televoting & SMS) | Zuschauerstimmen (Televoting & SMS) |             |                                               |        |        |
| ----- | -------- | -------------- | ---------------------------------------------------------------------------------------- | ----------------------------------- | ----------------------------------- | ----------- | --------------------------------------------- | ------ | ------ |
| Platz | Startnr. | Interpret      | Lied Musik (M) und Text (T)                                                              | 1.                                  | 1                                   | Uku Suviste | The Lucky One M/T: Uku Suviste, Sharon Vaughn | 24.081 | 46,1 % |
| 2.    | 2        | Sissi          | Time M/T: Sissi Nylia Benita, Andrei Zevakin, Kelly Tulvik                               | 15.357                              | 29,4 %                              |             |                                               |        |        |
| 3.    | 3        | Jüri Pootsmann | Magus melanhoolia M/T: Jüri Pootsmann, Joonas Mattias Sarapuu, Jana Hallas, Aleksi Liski | 12.776                              | 24,5 %                              |             |                                               |        |        |